# 斯克里戈韋
50°21′24″N 24°55′43″E / 50.35667°N 24.92861°E
斯克里戈韋（烏克蘭語：Скригове），是烏克蘭的村落，位於該國西部沃倫州，由盧茨克區負責管轄，始建於1570年，面積9.02平方公里，海拔高度203米，2001年人口402，人口密度每平方公里44.57人。